# 近国
近国（きんごく）とは、律令国の等級区分の一つである。
律令制のもとで国家体制を整えていた古代の日本において、地方行政区画の一環として、畿内からの距離によって国を分けた。その結果、「近い位置にある国」が近国とされた（畿内の国は分類されない）。

## 近国の一覧
- 東海道
  - 伊賀国、伊勢国、志摩国、尾張国、三河国
- 東山道
  - 近江国、美濃国
- 北陸道
  - 若狭国
- 南海道
  - 紀伊国、淡路国
- 山陽道
  - 播磨国、美作国、備前国
- 山陰道
  - 丹波国、丹後国、但馬国、因幡国